# 1438

## Събития
- 1 януари – Алберт II е коронован за крал на Унгария.
- Построена е Аладжа джамия от османския пълководец Исак бей.

## Починали
- 13 септември – Дуарте, крал на Португалия